# Roland Vroomans
Roland Vroomans (Eindhoven, 20 augustus 1967) is een Nederlandse voormalig voetbalspeler en voetbaltrainer. Hij is de topscorer aller tijden van FC Eindhoven in het betaald voetbal.
Vroomans was tussen 1985 en 2001 actief in het Nederlandse betaald voetbal. Hij speelde in drie periodes voor FC Eindhoven. Van medio 1989 tot januari 1990 kwam hij uit voor N.E.C.. In maart 1994 werd hij verhuurd aan Fortuna Sittard dat hem vervolgens overnam. Tussen 1999 en 2001 speelde hij voor Helmond Sport waar hij in zijn laatste jaar actief was als speler/trainer. Het langst was Vroomans actief voor FC Eindhoven, waarmee hij drie periodetitels won en waarvoor hij 104 doelpunten maakte in 318 competitiewedstrijden. Zijn grootste succes behaalde hij in 1995 met Fortuna Sittard, toen hij met die club kampioen van de Eerste divisie werd. Vroomans kwam in 1989 tweemaal uit voor Jong Oranje.
Nog tijdens zijn actieve voetbalcarrière werd Vroomans actief als voetbaltrainer. Van 1999 tot en met 2001 was hij jeugdtrainer (D1 en C1) bij Helmond Sport. Daarna maakte hij de overstap naar FC Eindhoven, waar hij tot 2007 onder meer trainer-coach van de beloften, assistent-trainer van het eerste elftal, hoofd opleidingen en technisch manager was. In 2007 maakte Vroomans de overstap naar PSV, waar hij trainer-coach werd van de A1 en assistent van het hoofd opleidingen. In het seizoen 2008/09 werd zijn functie aangepast in technisch management-assistent en trainer-coach van de D1. Met D1 werd hij kampioen van Nederland, door in mei 2009 in het Euroborg-stadion te Groningen het minitoernooi te winnen van FC Groningen D1 en AZ D1. Per 1 juni 2009 vertrok Vroomans naar Rusland. Hij was door Guus Hiddink gevraagd om samen met Louis Coolen de Konoplev Football Academy in Togliatti (Regio Samara) te leiden. In juni 2009 werd hij Assistent Chief Coach/Specialist. Per 1 januari 2010 werd hij gepromoveerd tot Chief Coach van deze voetbalacademie. Op 23 januari 2012 werd hij bij De Graafschap gepresenteerd als technisch manager.  na een tip van Guus Hiddink. 
Op 1 maart 2014 begon Vroomans als hoofd jeugdopleiding bij Roda JC Kerkrade. Hij leidde vanaf die dag de Roda JC VoetbalAcademie. In september 2014 werd Vroomans benaderd door Inter Baku in Azerbeidzjan om daar als technisch-/sport director in dienst te treden. Zijn contract bij Roda jC Kerkrade werd door Inter Baku afgekocht en Vroomans kreeg een driejarig contract getekend, dat op 1 oktober 2014 inging. Hierna werd hij hoofd scouting bij Willem II.
Vroomans keerde in oktober 2016 terug bij PSV, waar hij ditmaal scout werd.